# Mattia Bellucci
Mattia Bellucci, né le 1er juin 2001 à Busto Arsizio, est un joueur de tennis Italien, professionnel depuis 2019.

## Carrière
Mattia Bellucci effectue une percée importante sur le circuit professionnel au cours de la saison 2022. Grâce à ses cinq titres en Futures, il parvient rapidement à se faire une place à l'échelon supérieur en s'imposant coup sur coup lors des tournois Challenger de Saint-Tropez et Vilnius en octobre. Il progresse en conséquence de près de 500 places en une année.
En 2023, pour ses débuts en Grand Chelem, il se qualifie pour l'Open d'Australie où il tombe contre Benjamin Bonzi. La confirmation est difficile mais il parvient néanmoins à s'imposer à Cassis en septembre et dispute une finale à Malaga le mois suivant. Après un début de saison quelconque, il se fait remarquer en 2024 au cours de la tournée américaine puisqu'il atteint les quarts de finale à Atlanta, le second tour à Washington et la finale du Challenger de Cary. Lors de l'US Open, il élimine Stan Wawrinka après être passé par les qualifications. En octobre, il est finaliste à Olbia.
Mattia Bellucci se révèle en 2025 lors du tournoi de Rotterdam lorsqu'il élimine au second tour le 7e mondial Daniil Medvedev (6-3, 66-7, 6-3) puis enchaîne en écartant le 12e, Stéfanos Tsitsipás (6-4, 6-2).

## Parcours dans les tournois duGrand Chelem

### En simple
| Année | Open d'Australie | Open d'Australie | Internationaux de France | Internationaux de France | Wimbledon       | Wimbledon        | US Open        | US Open      |
| ----- | ---------------- | ---------------- | ------------------------ | ------------------------ | --------------- | ---------------- | -------------- | ------------ |
| 2023  | 1er tour (1/64)  | Benjamin Bonzi   | Q1                       | Y. Hanfmann              | Q3              | Dominic Stricker | Q1             | M. Kukushkin |
| 2024  | Q2               | Emilio Nava      | 1er tour (1/64)          | Frances Tiafoe           | 1er tour (1/64) | Ben Shelton      | 2e tour (1/32) | C. O'Connell |
| 2025  | Q2               | Térence Atmane   | 1er tour (1/64)          | Jack Draper              | 3e tour (1/16)  | Cameron Norrie   |                |              |

N.B. : à droite du résultat se trouve le nom de l'ultime adversaire.

## Parcours dans lesMasters 1000
| Année | Indian Wells | Miami                | Monte-Carlo | Madrid              | Rome                 | Canada             | Cincinnati          | Shanghai          | Paris |
| ----- | ------------ | -------------------- | ----------- | ------------------- | -------------------- | ------------------ | ------------------- | ----------------- | ----- |
| 2024  | —            | —                    | —           | —                   | —                    | —                  | —                   | 2e tour A. Zverev | —     |
| 2025  | —            | 1er tour Tseng C.-h. | —           | 1er tour D. Džumhur | 1er tour P. Martínez | 1er tour H. Gaston | 1er tour D. Džumhur |                   |       |

N.B. : sous le résultat se trouve le nom de l’ultime adversaire.

## Victoires sur le top 10
Toutes ses victoires sur des joueurs classés dans le top 10 de l'ATP lors de la rencontre.
| Légende      |
| Grand Chelem |
| Masters 1000 |
| ATP 500      |
| ATP 250      |

| # | M.B.  | Tournoi   | Année | Surface    | Adversaire      | Rang | Tour | Score          |
| - | ----- | --------- | ----- | ---------- | --------------- | ---- | ---- | -------------- |
| 1 | no 92 | Rotterdam | 2025  | Dur (int.) | Daniil Medvedev | no 7 | 1/8  | 6-3, 66-7, 6-3 |

## Classements ATP en fin de saison
| Année          | 2018 | 2019 | 2020 | 2021 | 2022 | 2023 | 2024 |
| Rang en simple | 1492 | 1107 | 1082 | 642  | 154  | 179  | 103  |
| Rang en double | –    | 1647 | 1456 | 734  | 526  | 544  | 522  |

Source : (en) Classements de Mattia Bellucci sur le site officiel de la Fédération internationale de tennis